# Hendrik Jebens
Hendrik Jebens (8 de agosto de 1995) es un jugador de tenis alemán.
Jebens su ranking ATP más alto de singles fue el número 1035, logrado el 11 de noviembre de 2019. Mientras que su mejor ranking en dobles fue el número 64, logrado el 20 de noviembre de 2023.

## Títulos ATP (0; 0+0)

### Dobles (0)
| Leyenda                         |
| Grand Slam (0)                  |
| ATP Wourld Tour Finals (0)      |
| ATP Masters 1000 World Tour (0) |
| ATP World Tour 500 series (0)   |
| ATP World Tour 250 series (0)   |

#### Finalista (4)
| N.º | Fecha                    | Torneo    | Superficie    | Pareja              | Oponentes en la final                        | Resultado              |
| --- | ------------------------ | --------- | ------------- | ------------------- | -------------------------------------------- | ---------------------- |
| 1.  | 11 de noviembre de 2023  | Metz      | Dura (i)      | Constantin Frantzen | Hugo Nys Jan Zieliński                       | 4-6, 4-6               |
| 2.  | 27 de julio de 2024      | Kitzbühel | Tierra batida | Constantin Frantzen | Alexander Erler Andreas Mies                 | 3-6, 6-3, [6-10]       |
| 3.  | 24 de septiembre de 2024 | Hangzhou  | Dura          | Constantin Frantzen | Jeevan Nedunchezhiyan Vijay Sundar Prashanth | 6-4, 6-7(5), [7-10]    |
| 4.  | 20 de julio de 2025      | Gstaad    | Tierra batida | Albano Olivetti     | Francisco Cabral Lucas Miedler               | 7-6(4), 6-7(4), [3-10] |

## Títulos ATP Challenger (8; 0+8)

### Dobles (8)
| N.º | Fecha                    | Torneo                        | Superficie    | Pareja              | Oponentes en la final                     | Resultado       |
| --- | ------------------------ | ----------------------------- | ------------- | ------------------- | ----------------------------------------- | --------------- |
| 1.  | 4 de febrero de 2023     | Challenger de Koblenz         | Dura (i)      | Fabian Fallert      | Jonathan Eysseric Denys Molchanov         | 7-6(2), 6-3     |
| 2.  | 25 de marzo de 2023      | Challenger de Biena           | Dura (i)      | Constantin Frantzen | Victor Vlad Cornea Franko Škugor          | 6-2, 6-4        |
| 3.  | 10 de junio de 2023      | Challenger de Heilbronn       | Tierra batida | Constantin Frantzen | Victor Vlad Cornea Philipp Oswald         | 7-6(7), 6-4     |
| 4.  | 25 de agosto de 2023     | Challenger de Augsburgo       | Tierra batida | Constantin Frantzen | Constantin Kouzmine Volodymyr Uzhylovskyi | 6-2, 6-2        |
| 5.  | 2 de septiembre de 2023  | Challenger de Como            | Tierra batida | Constantin Frantzen | Filip Bergevi Mick Veldheer               | 6-3, 6-4        |
| 6.  | 23 de septiembre de 2023 | Challenger de Bad Waltersdorf | Tierra batida | Constantin Frantzen | Marco Bortolotti Francesco Passaro        | 6-1, 6-2        |
| 7.  | 30 de marzo de 2023      | Challenger de Orléans         | Dura (i)      | Constantin Frantzen | Henry Patten John-Patrick Smith           | 7-6(5), 7-6(12) |
| 8.  | 11 de mayo de 2024       | Challenger de Mauthausen      | Tierra batida | Constantin Frantzen | Ryan Seggerman Patrik Trhac               | 6-4, 6-4        |